# Блэкуотер-Фолс
Парк Блэкуотер-Фолс (англ. Blackwater Falls State Park) — парк штата в Аллеганских горах, в округе Такер, в штате Западная Виргиния, в США. Центральное место в парке занимает каскад водопадов высотой в 19 метров в том месте, где река Блэкуотер, протекая по долине Канней-Валлей, проходит Блэкуотерский каньон. Второе место по привлекательности занимает каскад водопадов Элакала. Это одни из самых фотографируемых мест в штате. Название реки переводится с английского языка, как «чёрная вода» из-за тёмного цвета, причиной которого являются дубильные вещества.
Парк находится примерно в трёх километрах к юго-востоку от города Дэвис. Он занимает территорию в 954 гектара. В местных горных лесах произрастают красная ель, тсуга канадская и восточный болиголов. Другими важными видами растений в парке являются жёлтая береза, американский бук, красный клён и чёрная вишня.
По преданию, первым европейцем, открывшим водопад, был охотник и исследователь Мешач Браунинг (1781—1859), однако никаких документальных подтверждений этому нет. В 1853 году писатель и путешественник Филип Пендлтон Кеннеди описал Блэкуотерский каньон для читателей периодического издания, но каким-то образом не заметил водопад. В том же году иллюстратор Дэвид Хантер Стротер описал водопад в книге о своих приключениях в этом регионе. В 1858 году у водопада был построен домик для посетителей «Доббин-Хаус».
До настоящего времени здесь произошли четыре несчастных случая с летальным исходом. С начала 1930-х годов территория парка была взята под государственную охрану и периодически расширялась, в последний раз это произошло в 2002 году.
На территории парка находятся гостиница с 54 номерами, 39 домиков, палаточный лагерь на 65 палаток, ресторан, центр природы с экспонатами о естественной истории парка, горные велосипедные тропы, пункт проката велосипедов в летний период и лыж — в зимний, туристические пешие тропы, места для рыбалки.
Доступность для инвалидов в 2005 году оценивали специалисты из Университета Западной Виргинии. Единственными недочётами ими были признаны проблемы с контролем громкости телефона, высотой дверных ручек и чрезмерный наклон у некоторых пандусов.